# Cimetière des Chiens

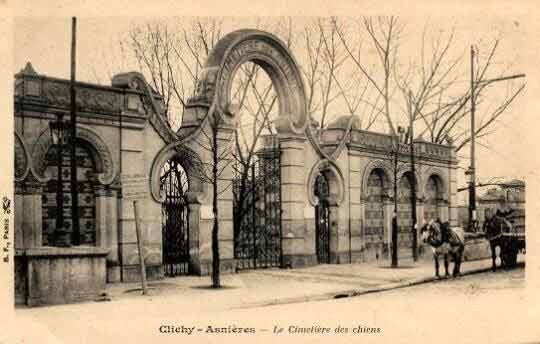
Cimetière des Chiens

Cimetière des Chiens (franska: "Hundkyrkogården") öppnade 1899 vid Pont de Clichy på Ile de Ravageurs i Asnières-sur-Seine i Île-de-France i Frankrike och antas vara en av de första djurkyrkogårdarna i världen.
Cimetière des Chiens rymmer inte bara döda hundar utan även andra husdjur som hästar, apor, lejon och till och med fiskar. Nekropolen, som ligger i Paris nordvästra förorter, vänder sig till en exklusiv kundkrets och är fylld med rikt dekorerade skulpturer. Vid entrén finns ett monument till minne av Barry, en Sankt bernhardshund som dog 1814, med en minnesplakett som berättar att "Barry" räddade livet på 40 människor. En känd hund som fick sin sista vila här var filmhunden Rin Tin Tin som dog 1932. 
Hundkyrkogården grundades av teaterskådespelaren och feministen Marguerite Durand men drivs idag av kommunen. År 1987 klassificerade den franska regeringen kyrkogården som ett historiskt monument.